# 로우 포스 헬릭스
로우 포스 헬릭스(Low-force helix, LFH-60)는 두 개의 디지털 및 아날로그 커넥터 신호용 60핀 전기 단자(15핀 4열)이다. 각 핀은 끝과 핀을 고정하는 플라스틱 프레임 사이에서 약 45도 비틀려 있다. 따라서 이름에 "헬릭스"가 붙는다.
DMS-59는 LFH60의 파생형이다.

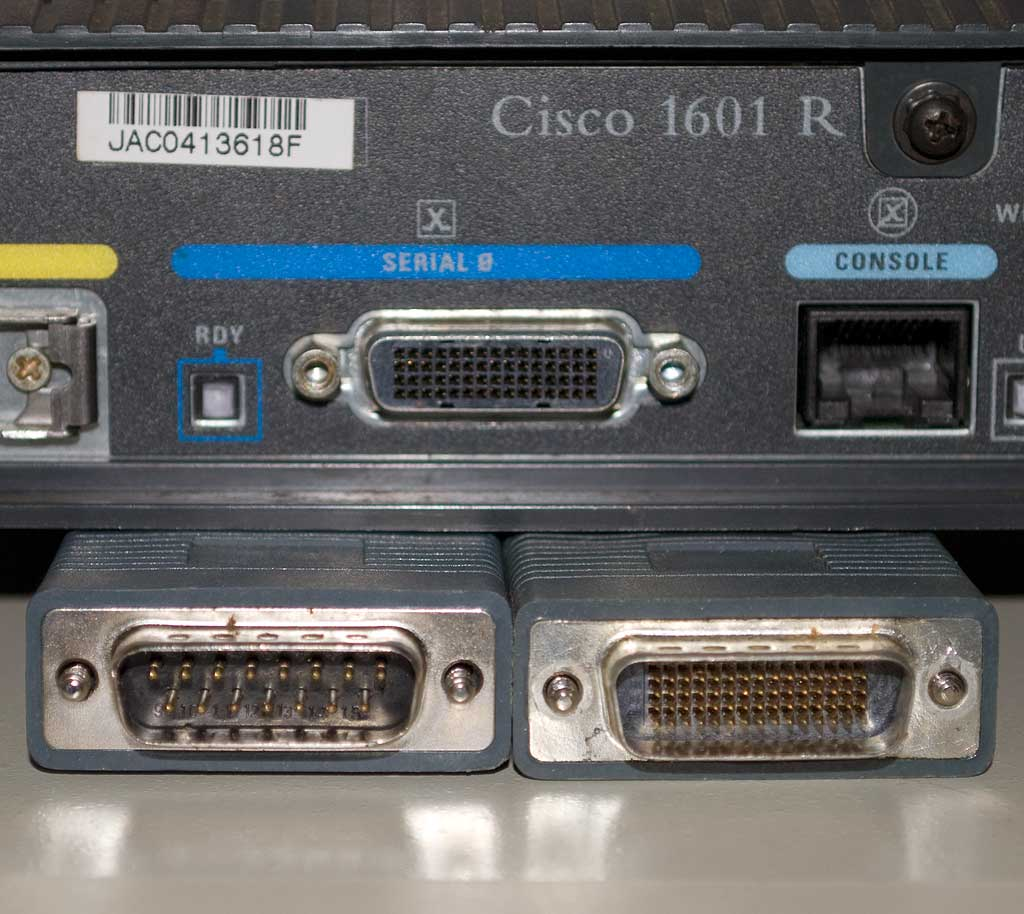
시스코 라우터 직렬 LFH60 소켓 및 케이블 LFH60 및 DB15 플러그

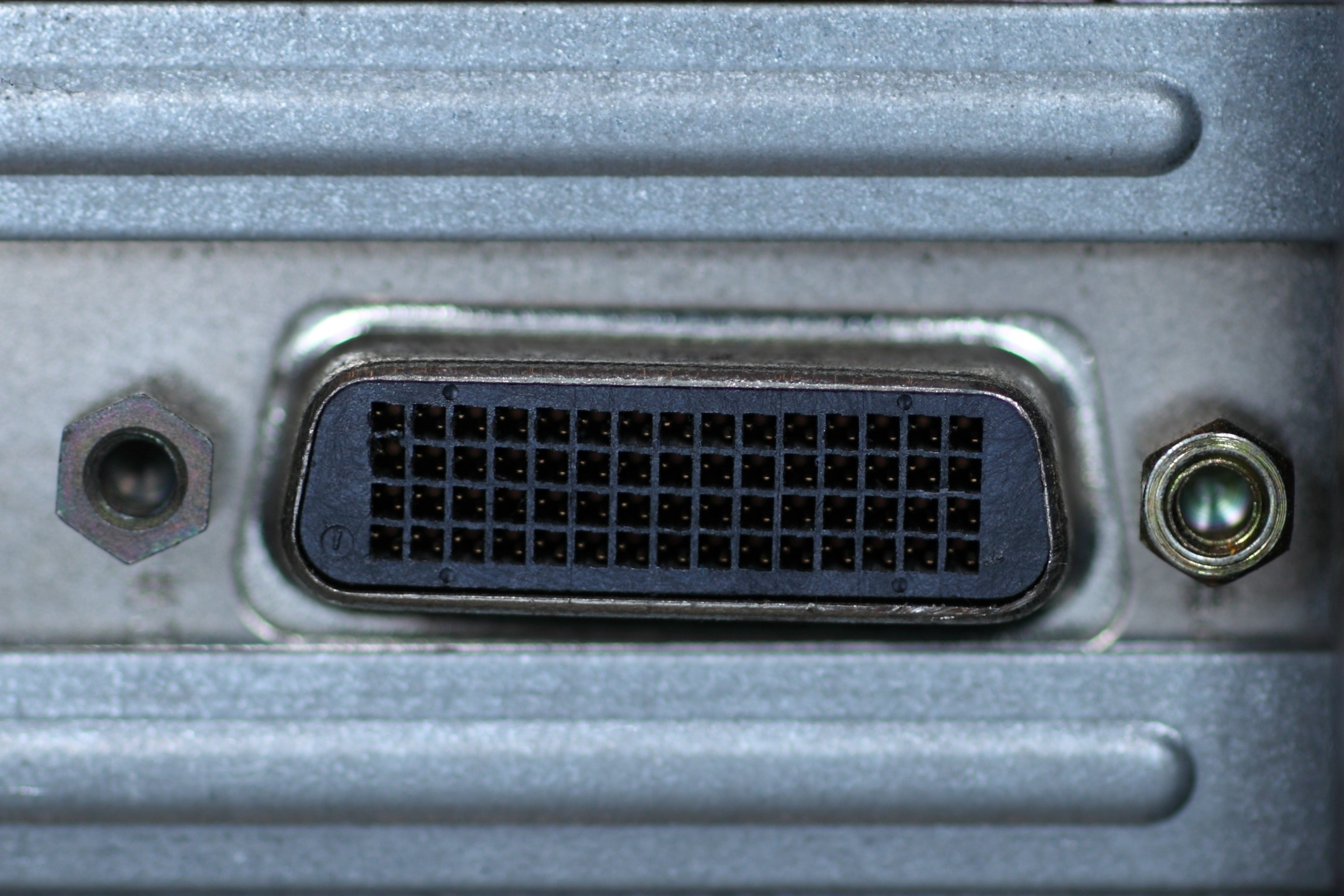
LFH60F 단자

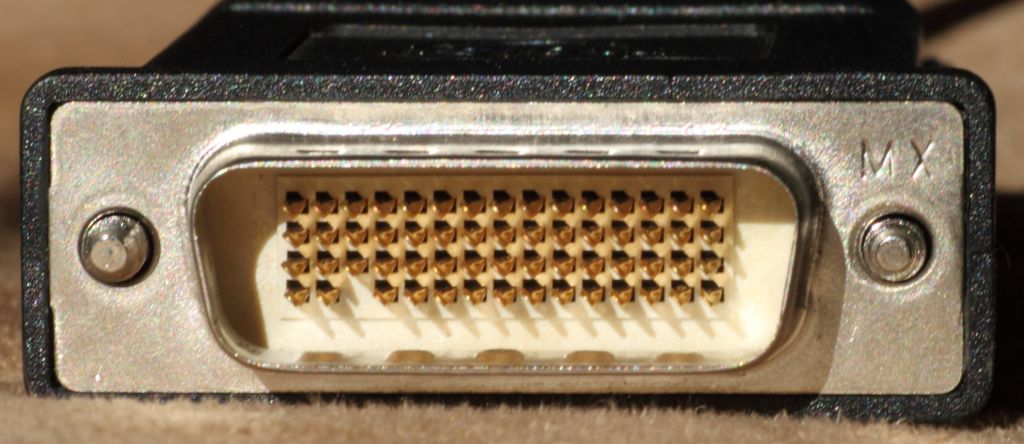
DMS-59 단자(핀 58번 누락)

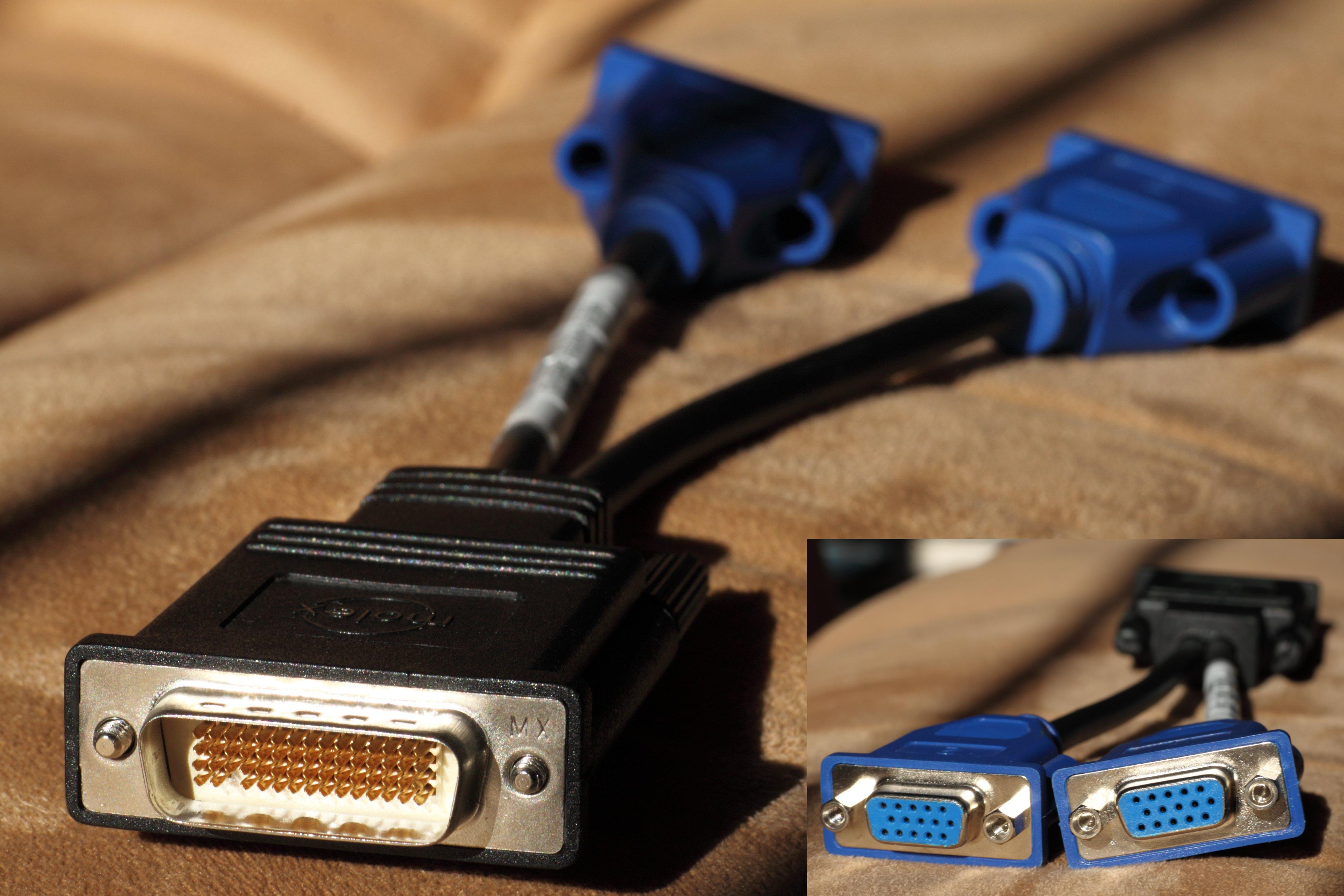
DMS-59 VGA 어댑터(핀 58번 누락)

LFH 단자는 일반적으로 워크스테이션에서 사용되는데, 이는 단일 컴퓨터 그래픽스 소스를 최대 4개의 다른 모니터에 연결할 수 있기 때문이다. 표준 인터페이스는 2개의 브레이크아웃 VGA 또는 DVI 케이블을 갖춘 60핀 LFH 단자이다. 이 시스템은 다양한 디스플레이 구성에 유연성을 제공하지만, 표준 DVI 또는 VGA 단자를 포기한다. 이로 인해 LFH 단자는 어댑터 없이는 사용할 수 없다.
이는 폴리콤 HDX 화상 회의 시스템에 사용되는 HDCI (고화질 카메라 인터페이스)에서도 사용된다.
LFH 인터페이스를 사용하려면 다중 모니터 기능과 LFH 포트가 있는 그래픽 카드가 필요하다. 엔비디아와 매트록스는 이러한 카드를 제조했었다.
LFH 기능의 또 다른 응용은 매트록스에서 제조한다. 매트록스 카드는 두 개의 LFH 케이블을 통해 단일 모니터로 출력하여 920만 픽셀 해상도(3840 × 2400)를 제공한다. 이 시스템은 항공우주 및 자동차 시각화, 컴퓨터 지원 설계, 탁상출판, 디지털 사진, 생명 과학, 매핑, 석유 및 가스 탐사, 플랜트 설계 및 관리, 위성 영상, 우주 탐사 및 운송 및 물류와 같은 전문 응용 분야에 대한 방대한 양의 상세 정보를 제공한다.
LFH 단자는 일부 시스코 라우터 및 WAN 인터페이스 카드에 사용된다.

## 같이 보기
- DMS-59
- 몰렉스

### 일반
- Molex DMS-59 제품 페이지